# トーマス・クロフォード
トーマス・クロフォード（Thomas Gibson Crawford、1814年3月22日 - 1857年10月10日）はアメリカ合衆国の19世紀初めの彫刻家である。アメリカ合衆国議会議事堂のドームの上端に飾られた、自由の像(Statue of Freedom)などの作者として知られる。

## 略歴

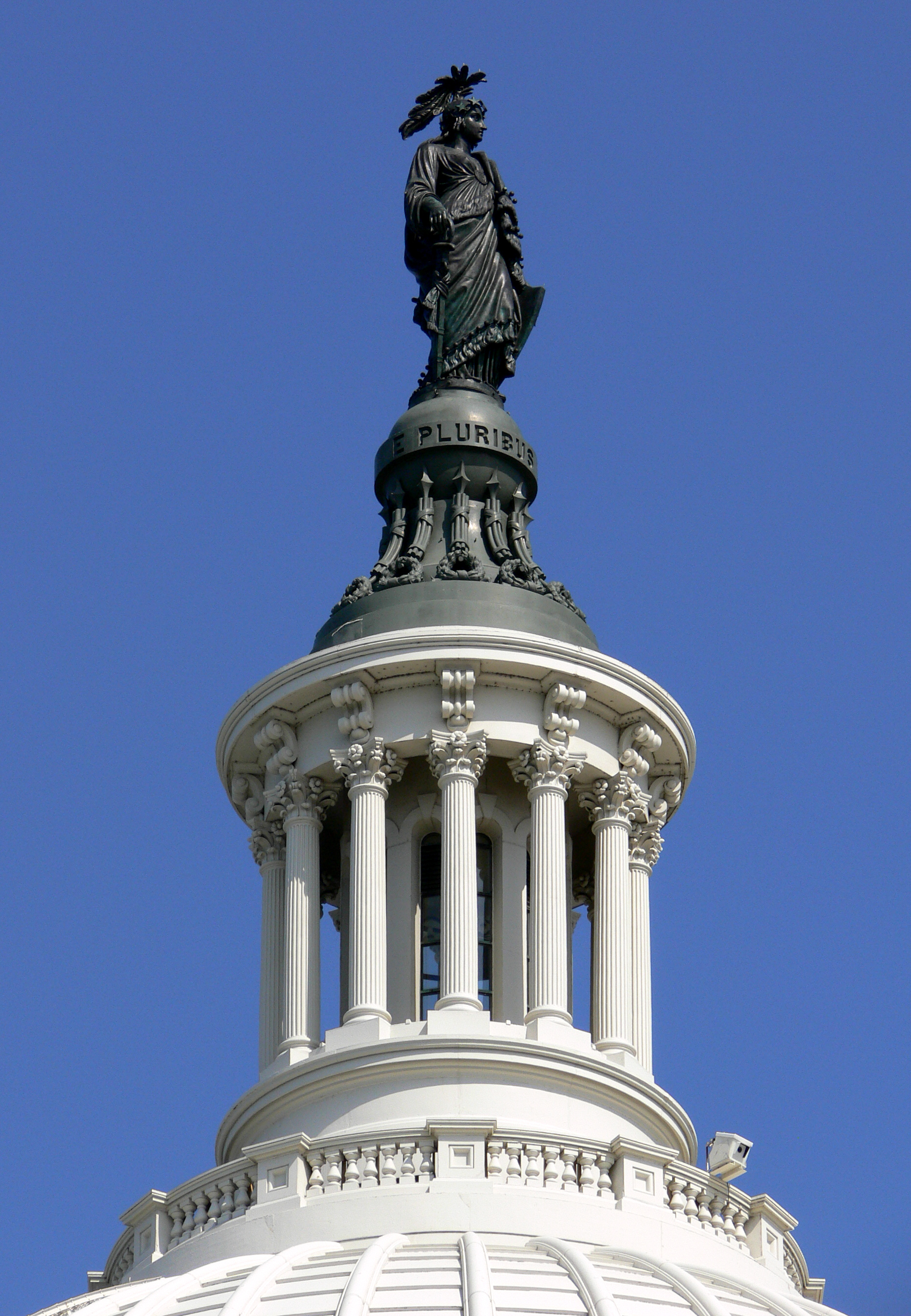
合衆国議会議事堂の自由の像

ニューヨークでアイルランドからの移民の息子として生まれた。絵画や木彫を学んだ後、19歳で彫刻家のフレイジー(John Frazee :1790–1852) とラウニッツ(Robert Eberhard Launitz: 1806–1870)の弟子になった。1834年に海外に修業にでて、1835年からローマに住み、ラウニッツの紹介で、デンマークの有名な彫刻家、ベルテル・トルバルセンのもとで学んだ 。
主にヨーロッパに住んでいたが、重要な作品はアメリカに設置されている。代表作はアメリカ合衆国議会議事堂ドーム上の自由の像(Statue of Freedom)の他にリッチモンドにある騎乗するジョージ・ワシントンの像などがある。
ロンドンで死去した。
1844年に、銀行家の娘と結婚し、4人の子供が生まれた。娘の一人、メアリー・クロフォード・フレイザーは外交官のヒュー・フレイザーと結婚し、北京、ウィーン、ローマ、サンチアゴで過ごした後、来日し、5年間の日本滞在の後、『英国公使夫人の見た明治日本』などを著した著述家になった。息子のフランシス・マーリオン・クロフォードも歴史小説などを書いた小説家になった。

## 作品

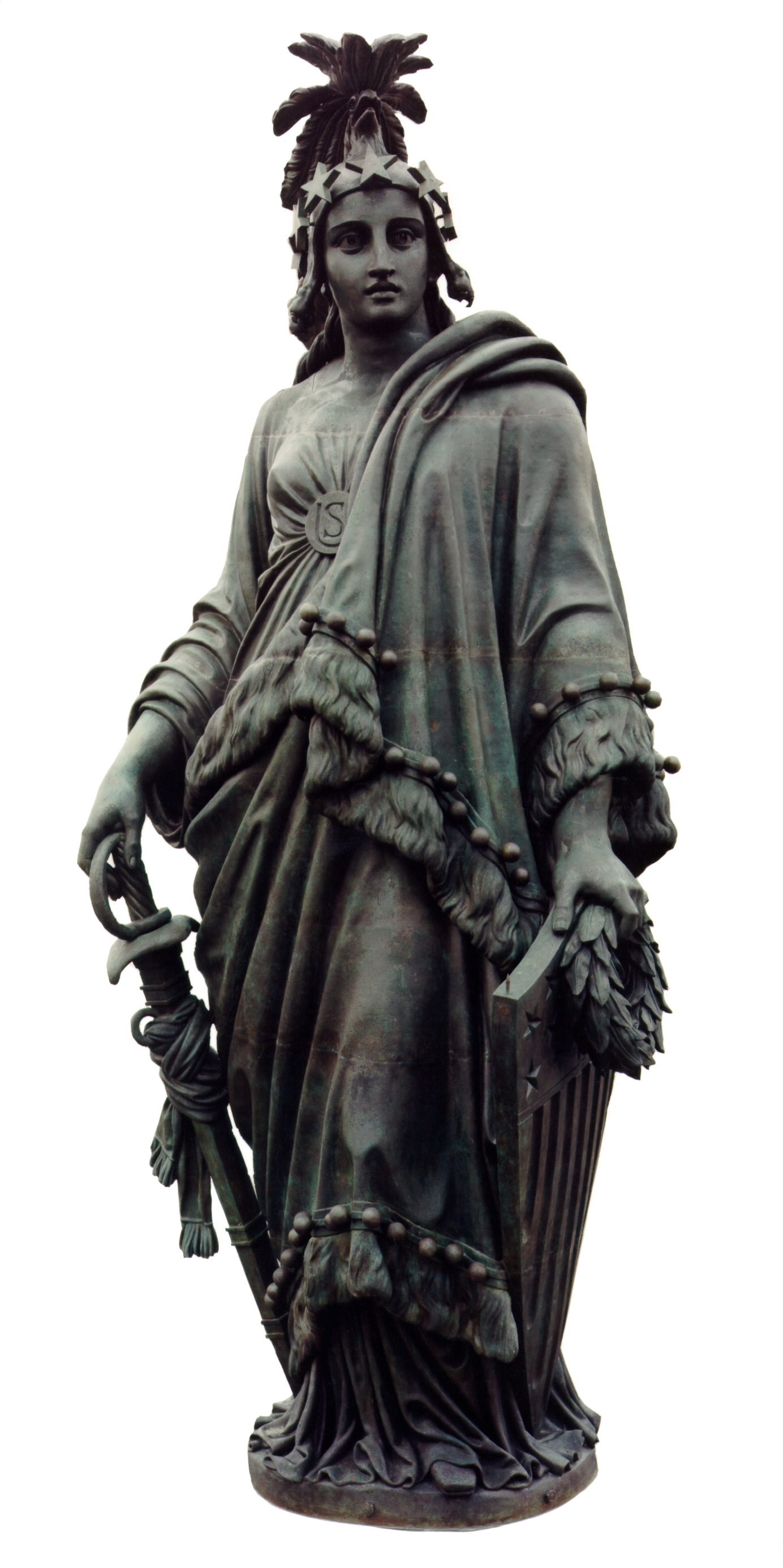
Statue of Freedom
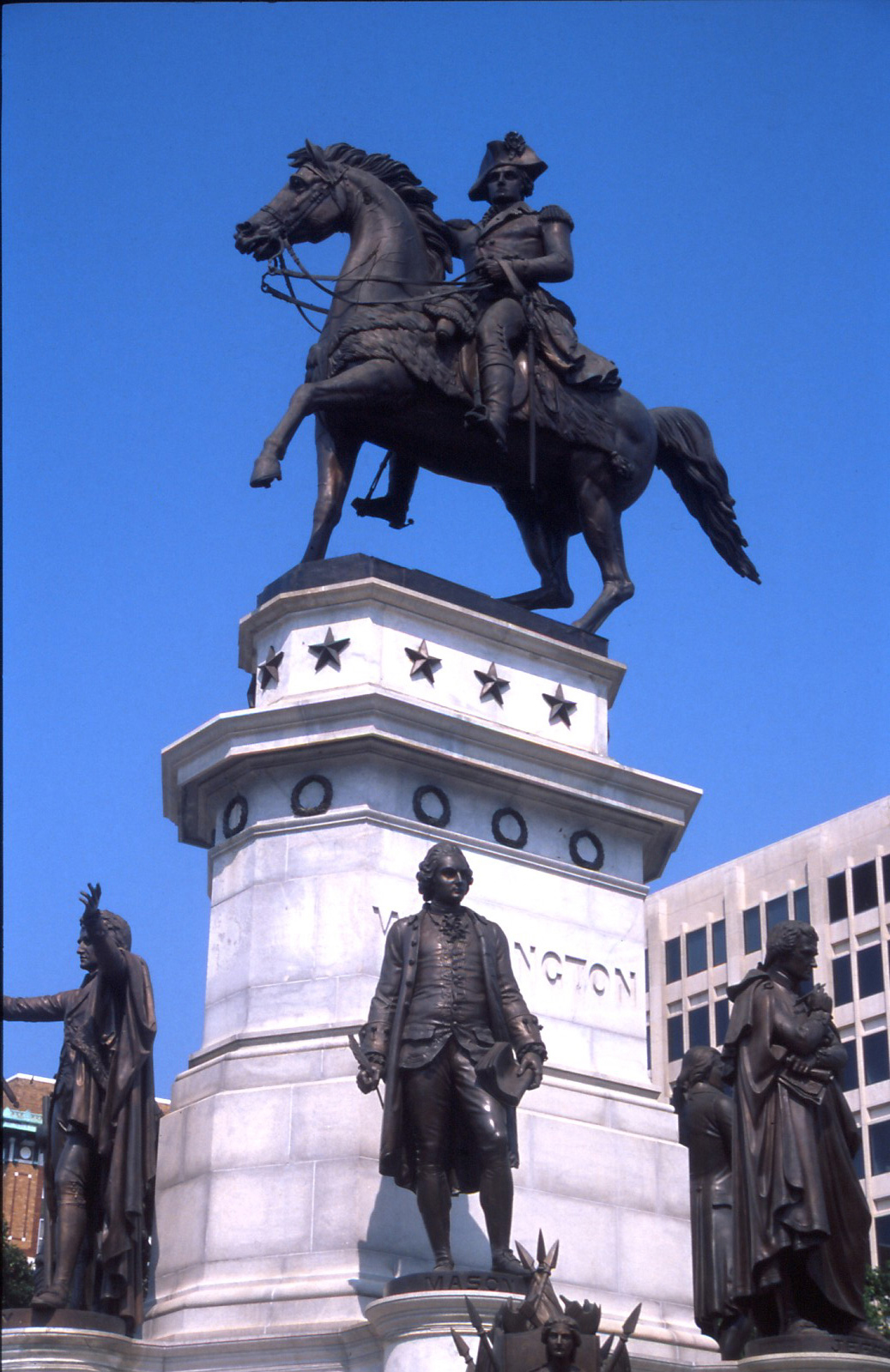
リッチモンド (バージニア州)リッチモンドのワシントン記念像 (1849年から)
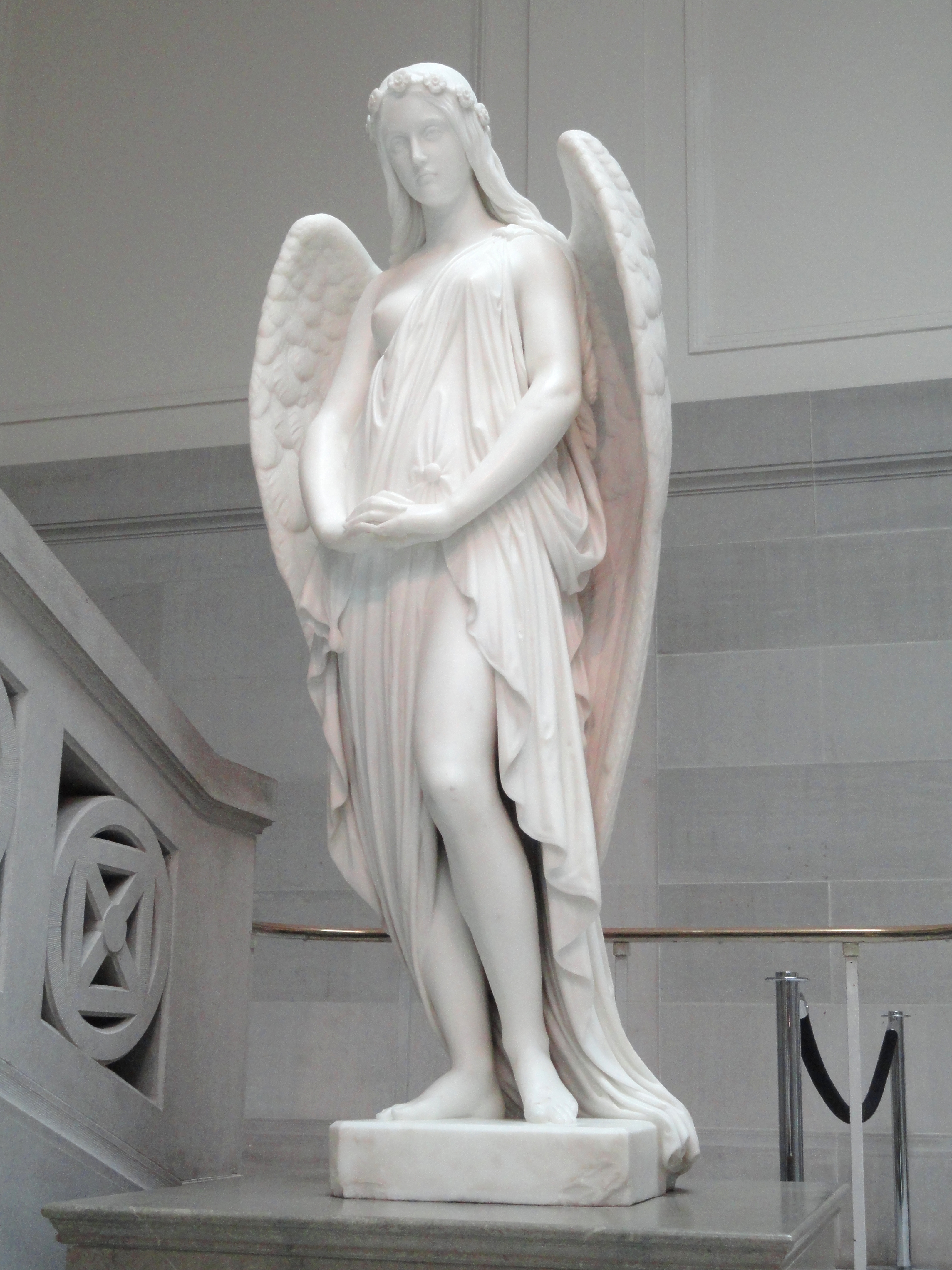
ペリ
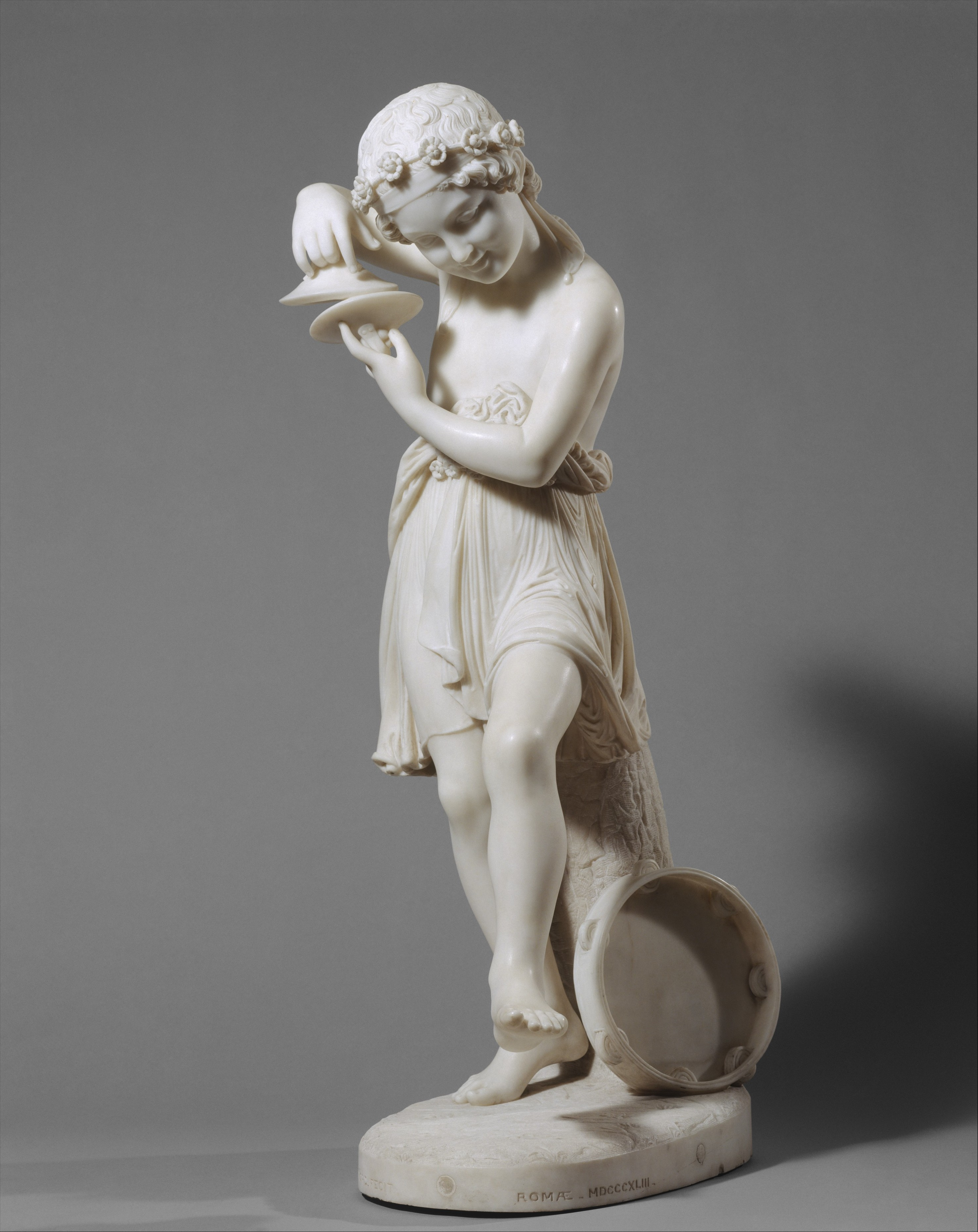